# Jules Combarieu
Jules Combarieu (Cahors, 4 febbraio 1859 – Parigi, 7 luglio 1916) è stato un musicologo francese, noto per i suoi contributi alla sociologia della musica e alla storia della musica.

## Biografia
Figlio di Henri Combarieu e di Mary-Louise Salbant, che si sposarono a Quercy nel 1855.
Suo fratello Abele Combarieu era lo zio del diplomatico e scrittore Paul Morand, membro dell'Académie française.
Christophe Combarieu, autore del Lied (1998) e del Bel Canto (1999) è il suo pronipote.
Studiò letteratura alla Sorbona, musica dapprima all'Ecole Niedermayer e successivamente a Berlino come allievo di Spitta.
Nel 1894 ha ricevuto il titolo di Dottore in lettere, con una tesi intitolata Les rapports de la Musique et de la Poésie considérées au point de vue de l'espressione (Rapporti di musica e poesia considerata dal punto di vista dell'espressione).
Insegnò letteratura nei licei parigini e negli anni che vanno dal 1904 al 1910 insegnò storia della musica al Collège de France.
Ha fondato varie pubblicazioni quali la rivista Revue d'histoire et de critique musicale (1901, la Revue Musicale (1904) e la Société internationale de musique (1912).
Tra i suoi libri vanno annoverati: Les Rapports de la musique et de la poésie considerées au point de vue de l'expression (1894), Théorie du rythme dans la composition musicale moderne (1897), La Musique, ses lois, son évolution (1907).

## La musicologia di Combarieu
Grazie agli studi berlinesi con Spitta, Combarieu fu uno dei diffusori della musicologia in Francia; tuttavia, con una prospettiva più flessibile e meno sistematica che in Germania. D'altra parte, influenzò anche lo sviluppo della sociologia positivista francese dell'epoca, che ebbe un'influenza significativa sui successivi studi in musicologia.
Nelle sue teorie storiche-estetiche Combarieu non accettò le spiegazioni edonistiche e romantiche del fenomeno musicale: le prime, perché riducono l'ascolto musicale ad un fenomeno fisiologico e di pura percezione sensibile; le seconde, perché trattano solo di sentimenti e di emozioni, risultando insufficienti per comprendere la musica in un senso più ampio.
Anche se ci fu un'influenza del formalismo di Eduard Hanslick nella teoria musicologica di Combarieu, tuttavia, la musicologia francese si distinse per una ricerca di autonomia non astratta della musica, ma che evidenziò la saldatura della musica con la vita dell'uomo e della società.
Per Combarieu la musica «è l'arte di pensare con i suoni». Per questo motivo, la musica non è adatta per esprimere i sentimenti, ma il linguaggio ordinario, trasmettendo significati e tenendo conto degli aspetti culturali e sociali.

## Opere
- Le Rapport de la poésie et de la musique considérée du point de vue de l'expression, (1893).
- L'Influence de la musique allemande sur la musique française, (1895).
- Études de philologie musicale :

1. Théorie du rythme dans la composition moderne d'après la doctrine antique, (1896).
2. Essai sur l'archéologie musicale au XXe siècle et le problème de l'origine des neumes, (1896).
3. Fragment de l'Énéide en musique d'après un manuscrit inédit, (1898).

- Élément de grammaire musicale historique, (1906).
- La Musique : ses lois, son évolution, (1907).
- Histoire de la musique des origines au début du XXe siècle, (1919).